# サイモン・ハリス
サイモン・ハリス（英: Simon Harris、愛: Síomón Ó hEarchaí、1986年10月17日 - ）は、アイルランドの政治家。現在、同国外務・貿易大臣と国防大臣を兼任。これまでに首相、保健大臣、高等教育大臣、法務大臣を歴任した。統一アイルランド党党首。

## 来歴
1986年にウィックロー県グレイストーンズで、バート・ハリスとメアリー・ハリスの間に生まれた3人兄弟の長男として誕生。セント・デービッド・ホーリー・フェイス中等学校で教育を受け、自閉症児の家族の支援団体「ノース・ウィックロー・トリプルＡ・アライアンス」を設立した時は15歳であった。2002年のアイルランド総選挙では後に地方自治大臣を歴任するディック・ロッシュの選挙活動を行ったのをきっかけに政界進出を果たす。
ダブリン工科大学に入学後、ジャーナリズムとフランス語を学んだものの1年目で中退。2008年にはフランシス・フィッツジェラルドのアシスタントとして働き始め、2009年の地方選挙で、ハリスはアイルランドの県議会議員の中で最も高い得票率でウィックロー県議会議員とグレイストーンズ町議会議員に選出された。2011年にはウィックロー選挙区の下院議員として議席を獲得した。議員に就任した同年、エンダ・ケニーの首相選出を同党最年少議員として支持し、演説を行った。2013年には自身が提出した精神保健差別禁止法案を可決させた。
2014年には国際銀行業務を担当する財務省国務大臣に選出された。2015年から2016年の冬にかけて国中で激しい洪水が発生した際、ハリスは政府が2015年の洪水救済事業の予算のうち1,300万ユーロを全拠出したことを野党から非難された。
2016年には保健大臣に任命されたが、3万人の医療従事者と4万人の看護師がストライキを起こす可能性に直面した。ハリスは同国における中絶の合法化の支持を表明している。在職中は国民投票で承認された憲法修正第36条と、憲法による中絶の禁止を削除する憲法修正第 36 条と、特定の状況下で中絶を許可する2018年保健（妊娠中絶の規制）法を担当した。2020年には新型コロナウイルスに関係する保健緊急措置法を導入。
2020年6月27日には当時の首相、ミホル・マーティンから高等教育大臣に任命された。2022年5月4日、彼は高等教育に持続的に資金を供給し、学生と家族の教育コストを削減するための新しい政策「Funding our Future」を発表した。2022年12月17日には法務大臣であったヘレン・マッケンティーの産休に伴い、一時的に法務大臣を務めた。
2024年3月24日、レオ・バラッカーの首相辞意表明に伴う与党・統一アイルランド党の党首選挙の立候補が締め切られ、唯一の立候補者だったハリスが党首に就任。同年4月9日、下院にて賛成88票、反対69票で首相指名が承認され、閣僚人事も賛成87票、反対68票で承認された。同日中にマイケル・D・ヒギンズ大統領より首相に任命され、37歳での首相就任はアイルランド史上最年少となった。
ハリスの首相就任後、統一アイルランド党の支持率は堅調な動きを見せていたが、特に若年層は生活費の高騰や長引く住宅危機といった問題に不満を抱え、11月29日の総選挙直前には遊説中に質問から逃げる姿を映した動画が拡散されリーダーとしての資質が問われた。加えてハリスが得意としていたTikTokやInstagramといったSNSの利用も対抗馬のほうが活用しているとも指摘された。選挙直前になって統一アイルランド党の支持率は数ポイント下がり、選挙の結果、連立与党内の緑の党が11議席を減らしわずか1議席にとどまるという惨敗を喫したこともあり、同じく連立与党の共和党と合わせても過半数に届かない状況となったため、新政権のための連立交渉が必要となった。その後、数名の無所属議員を加えて連立政権は維持されることとなり、共和党党首のミホル・マーティン元首相が首相に再登板することとなった。2025年1月23日の下院議会でマーティンの首相就任が賛成95票、反対76票で承認されたため、ハリス政権は終了することとなった。マーティン新政権では外務・貿易大臣と国防大臣に兼任で就任した。

## 私生活
看護師キーヴァ・ウェイドと結婚し、1男1女を儲けた。現在はクローン病を患っているが、生活に支障はないと語っている。